# Mario et Luigi : Les Frères du temps
Mario et Luigi : Les Frères du Temps (Mario and Luigi: Partners in Time) est un jeu vidéo de rôle développé par AlphaDream pour Nintendo. Il est sorti sur Nintendo DS en 2005 en Amérique du Nord et au Japon, et en 2006 en Europe et Australie. Il s'agit de la suite de Mario & Luigi: Superstar Saga et du prédécesseur de Mario & Luigi : Voyage au centre de Bowser. Le jeu s'est vendu à 1,31 million d'exemplaires dans le monde.

## Synopsis
Le professeur K. Tastroff a inventé une machine permettant de voyager dans le temps. La princesse Peach, enthousiaste, décide d'aller visiter le Royaume Champignon d'antan. Au même moment, dans le passé, celui-ci est envahi par les Xhampis, sortes d'extraterrestre mycéliformes violets, et la princesse va une fois de plus se faire enlever. La machine, fortement endommagée à la suite de l'attaque, est inutilisable[réf. nécessaire]. Mario et Luigi partent alors à sa rescousse dans le passé, au moyen de failles spatiotemporelles apparues dans le château, où ils retrouveront leurs alter ego du passé (bébés). Les deux frères les prennent alors sur le dos et l'aventure se poursuit désormais à quatre. Ils rencontrent également la version bébé de leur ennemi juré : Bowser.

## Système de jeu
Chacun des quatre boutons plats de la console servent à contrôler toujours le même personnage contrairement à Mario and Luigi: Superstar Saga où les boutons étaient assignés en fonction de la place (devant ou derrière) et non du personnage.
Hors combat, le système de jeu est presque identique à Mario and Luigi: Superstar Saga mais certains pouvoirs ont disparu (pouvoir de feu et d'électricité ainsi que les deux techniques utilisant ces éléments) et Luigi ne peut plus passer en position de leader. De plus, bébé Mario et bébé Luigi peuvent se séparer des adultes à tout moment (très utile pour faire passer les bébés dans des petits passages, par exemple) tandis que dans le précédent jeu, les séparations étaient voulu dans le scénario ou dans les énigmes.
Pendant les combats, Le groupe attaque avec le bouton qui lui est assigné sachant que le joueur contrôle uniquement les adultes (toutefois il est possible d'agir avec les bébés lors des sauts, attaques au marteau et avec les différents objets). Les attaques spéciales n'existent plus et sont remplacées par les objets (carapaces vertes et fleurs de feu par exemple), donc le jeu ne gère plus les points frères mais la quantité d'objet que vous possédez (à savoir qu'il est possible d'acheter à Gracowitz un badge permettant d'avoir les objets frères illimités).
À noter que sur les Nintendo DS et DS Lite uniquement équipées de la Cartouche Vibration DS vendue séparément, il est possible de faire vibrer la console à des moments donnés.

## Personnages principaux

### Protagonistes
- Mario
- Luigi
- Bébé Mario
- Bébé Luigi

### Antagonistes
- Les Xhampis
- Princesse Xhampi
- Jumelle de la Princesse Xhampi
- Baby Bowser

- Bowser

### Personnages secondaires
- Professeur K. Tastroff (passé et présent)
- Fourretout
- Kamek (passé)
- Papy Champi (passé et présent)
- Toadbert
- Princesse Peach (passé et présent)
- Kylie Koopa (passé)
- Toads
- Yoshis (passé)
- Gracowitz (complice de l'antagoniste du 1 et antagoniste du 3) dans le sous-sol du château de Peach